# ديبولد شيلينغ الأكبر
ديبولد شيلينغ الأكبر (بالإنجليزية: Diebold Schilling the Elder)‏ (و. 1445 – 1486 م) هو مؤرخ، وكاتب من سويسرا .

## أعمال بارزة
من أهم أعماله:
- Berner Schilling
- Spiezer Schilling
- Zürcher Schilling.